# Flavio Busonera
Flavio Busonera (Oristano, 28 juli 1894 – Padua, 17 augustus 1944) was een Italiaans medicus en, tijdens de Tweede Wereldoorlog, een partizaan.

## Levensloop

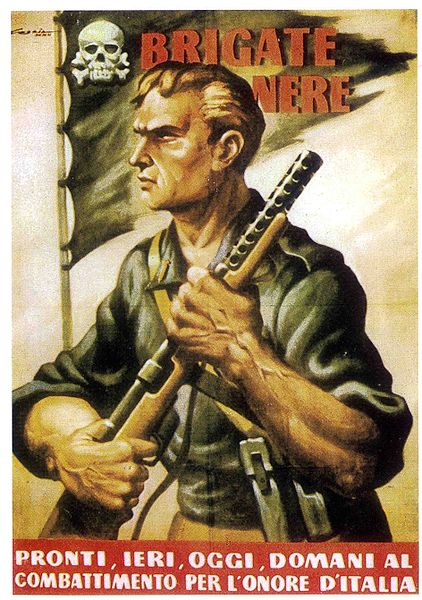
Affiche van Zwarte Brigades; zij arresteerden dokter Busonera met een list

Busonera groeide op in Oristano op Sardinië, deel van het koninkrijk Italië. Hij studeerde geneeskunde aan de universiteit van Cagliari. Omwille van zijn linkse ideeën vluchtte hij weg uit Sardinië, omdat het fascistisch regime hem lastigviel. Hij werd in 1921 lid van de Italiaanse Communistische Partij. Na een omzwerving belandde hij in Cavarzere. Cavarzere ligt in de provincie Venetië en was destijds een uithoek van het koninkrijk tegen de grens met Joegoslavië. Busonera bouwde er zijn artsenpraktijk uit; Cavarzere telde veel landbouwarbeiders die in barre omstandigheden werkten. Hij trok zich hun lot aan tegenover de lokale fascistische potentaten. De Italiaanse Communistische Partij was niettemin intussen ontbonden door Mussolini. Busonera huwde in Cavarzere en het echtpaar had vier zonen.
In 1943 sloot Busonera zich aan bij het verzet. Het was een periode van politieke chaos na de verdrijving van Mussolini en diens oprichting van de Italiaanse Sociale Republiek. Busonera sloot zich aan bij de socialistische partizanenbrigade Venezia in Padua. De brigade bewapende zich met wapens die het koninklijk leger had achtergelaten. De brigade hielp ook ondergedoken Italianen te ontsnappen en saboteerde de lokale fascistische militie. Busonera werd politiek commissaris van de brigade in Padua.
Op 27 juni 1944 boden leden van de Zwarte Brigades, een fascistische militie, zich aan bij dokter Busonera. Ze deden zich voor als partizanen en vroegen hem mee te komen om twee gekwetste makkers te behandelen. Busonera verzorgde hen doch de lichte aard der kwetsuren viel hem op. De val sloot zich. Busonera werd gearresteerd en maandenlang opgesloten in Padua, in afwachting van een proces. Op 16 augustus 1944 werd Bartolemeo Fronteddu gedood. Deze was een fascistisch kolonel. De moord had niets met partizanen te maken maar wel met een liefdesaffaire. Voor de fascisten in Padua was dit het moment om aan de bevolking een krachtig teken te stellen: Busonera en negen andere gevangen partizanen werden 's anderendaags ter dood veroordeeld als vergelding. De fascistische militie schoot zeven gevangenen dood in de kazerne Chiasanuova. De drie andere, onder wie Busonera, werden opgehangen in het centrum van Padua, in de Via Santa Lucia. Een maand later veroordeelde de fascistische rechtbank van Padua de moordenaars van de kolonel.

## Eerbewijzen
De stad Padua gaf hem een straatnaam, de Via Flavio Busonera, nabij het plein Piazza dell’Insurrezione 28 aprile 1945. 
Het universitair ziekenhuis van Padua heeft een gebouw van het Kankerinstituut naar hem vernoemd.